# شبکه کاپامیلیا
شبکه کاپامیلیا (Kapamilya) یک کانال تلویزیونی کابلی در فیلیپین متعلق به شرکت ای‌بی‌اس-سی‌بی‌ان است.